# زانکت گورگن آندر گوزن
زانکت گورگن آندر گوزن (به آلمانی: Sankt Georgen an der Gusen) یک منطقهٔ مسکونی در اتریش است که در ناحیه پرگ واقع شده‌است. زانکت گورگن آندر گوزن ۳٬۷۷۹ نفر جمعیت دارد.

## خواهرخوانده
شهر امپولی خواهرخواندهٔ زانکت گورگن آندر گوزن هست.